# Hervé Koffi
Hervé Koffi (Bobo-Dioulasso, 16 oktober 1996) is een Burkinees-Ivoriaans voetballer, die als doelman speelt. Sinds 2024 is hij speler van RC Lens. Koffi is sedert 2015 Burkinees international.

## Clubcarrière
Koffi begon zijn voetballoopbaan bij de jeugd van Rahimo FC. Via omzwervingen bij Racing Club de Bobo en ASEC Mimosas kwam hij in de zomer van 2017 bij Lille OSC terecht. Door de rode kaart van doelman Mike Maignan op de tweede speeldag en de bijbehorende schorsing maakte Koffi op 20 augustus 2017 zijn debuut in de Ligue 1 tegen SM Caen. Lille verloor deze thuiswedstrijd met 0–2 verloren na tegendoelpunten van Damien Da Silva en Ivan Santini. Op het einde van het seizoen mocht Koffi in de competitie ook spelen tegen Girondins Bordeaux, EA Guingamp en Olympique Marseille.
In het seizoen 2019/20 leende Lille de doelman uit aan Belenenses SAD, waar hij ondanks enkele blessures 20 van de 34 competitiewedstrijden speelde. Het seizoen daarop leende Lille hem uit aan zusterclub Excel Moeskroen, waar hij het vertrek van Jean Butez naar Antwerp FC mee moest opvangen. Daar liet hij meteen een goede indruk na: zo incasseerde hij tijdens de eerste drie competitiewedstrijden telkens slechts één strafschopdoelpunt. Op de tweede speeldag stopte hij tegen KV Mechelen zelfs twee strafschoppen, maar telkens moest de strafschop hernomen worden omdat de Burkinees volgens de VAR te vroeg zijn doellijn had verlaten. Bij de derde poging slaagde Nikola Storm er uiteindelijk in om te scoren. Verder viel hij ook op met zijn uitstekende reflexen en zijn precieze en verre uitworpen.
Zijn goede seizoensbegin leverde hem in oktober 2020 interesse op van Dijon FCO, dat bereid was 2,5 miljoen euro voor hem te betalen aan Lille. Koffi miste in het seizoen 2020/21 uiteindelijk geen minuut in de reguliere competitie, maar kon Moeskroen op het einde van het seizoen niet behoeden voor de degradatie naar Eerste klasse B. De Burkinees bleef desondanks aan de slag in de Jupiler Pro League, want in juli 2021 ondertekende Koffi een contract voor drie seizoenen bij Sporting Charleroi, waar hij het vertrek van Nicolas Penneteau en Rémy Descamps moest opvangen.

## Clubstatistieken
| Seizoen | Club               | Competitie      | Competitie | Competitie | Beker | Beker | Internationaal | Internationaal | Totaal | Totaal |
| Seizoen | Club               | Competitie      | Wed.       | Dlp.       | Wed.  | Dlp.  | Wed.           | Dlp.           | Wed.   | Dlp.   |
| ------- | ------------------ | --------------- | ---------- | ---------- | ----- | ----- | -------------- | -------------- | ------ | ------ |
| 2017/18 | Lille OSC          | Ligue 1         | 4          | 0          | 2     | 0     | —              | —              | 6      | 0      |
| 2018/19 | Lille OSC          | Ligue 1         | 0          | 0          | 0     | 0     | —              | —              | 0      | 0      |
| 2019/20 | → Belenenses SAD   | Primeira Liga   | 20         | 0          | 0     | 0     | —              | —              | 20     | 0      |
| 2020/21 | → Excel Moeskroen  | Eerste Klasse A | 34         | 0          | 0     | 0     | —              | —              | 34     | 0      |
| 2021/22 | Sporting Charleroi | Eerste Klasse A | 20         | 0          | 0     | 0     | —              | —              | 20     | 0      |
| Totaal  | Totaal             | Totaal          | 72         | 0          | 2     | 0     | 0              | 0              | 74     | 0      |

Bijgewerkt op 6 juli 2021.

## Interlandcarrière
Koffi werd voor het eerst voor de nationaal voetbalelftal opgeroepen voor de wedstrijd op 17 november 2015 tegen Benin. Hij bleef de hele wedstrijd op de bank. Op 26 maart 2016 maakte hij zijn debuut toen hij één minuur voor tijd Daouda Diakité kwam vervangen in de wedstrijd tegen Oeganda. Vanaf oktober 2016 werd hij eerste doelman van de nationale ploeg.
In 2017 werd Koffi met Burkina Faso derde op de Afrika Cup. In de halve finale tegen Egypte nam hij in de strafschoppenreeks de vierde penalty voor Burkina Faso, maar zijn collega-doelman Essam El Hadary stopte deze.

## Trivia
- Zijn vader Hyacinthe Koffi was in het verleden ook Burkinees international.[11][12]